# أطفال اليوم (مجلة)
مجلة أطفال اليوم هي مجلة أسبوعية إماراتية، تُلحق في ملحق لمجلة المرأة اليوم، تصدر في أبوظبي. صدرت أول مرة في أكتوبر، 2001م. يترأس تحريرها عبلة النويس، ويدير تحريرها أم خليفة الملقبة بماما نورة، القطع 17×25سم
تنشر المجلة صور القراء على صفحتين. إلا أنها لم تنشر مساهمات القراء، الملحق لا يباع لكنه يوزع على مجلة المرأة اليوم، وهو يعتمد على الإعلانات عن السلع التي تناسب الأطفال كالأغذية، والألعاب، وهناك على الغلاف إشارة إلى بعض مواد العدد.

## الأبواب
تحتوي المجلة على مقدمات تكتبها مديرة التحرير، وهناك في صفحة 3 أحياناً حكاية للأطفال، وأيضاً فهرس يحمل عنوان «محتويات» فيه إشارة إلى كافة المواد المنشورة في الملحق. تعتمد المجلة في المقام الأول على القصص الكرتونية. حيث تضمنت قرابة 18 صفحة من بين 32 صفحة.
- مسابقات
- مواقف وطرائف
- يوميات حسان
- مكتبة الأطفال: باب مكون من صفحة واحدة عبارة عن عروض لبعض كتب الأطفال الصادرة حديثة، خاصة في المجال العلمي وتبسيط العلوم
- أطفال نت: فيها إشارة إلى المواقع التي يمكن للأطفال التعرف على موسوعات الأطفال وأسماء الحيوانات والاكتشافات، والرياضة
- أمجاد العرب